# Euselasia fervida
Euselasia fervida är en fjärilsart som beskrevs av Butler 1874. Euselasia fervida ingår i släktet Euselasia och familjen Riodinidae. Inga underarter finns listade i Catalogue of Life.